# Кафка (фильм)
«Кафка» (англ. Kafka) — кинофильм Стивена Содерберга, основанный на жизни и творчестве Франца Кафки.

## Сюжет
Работник страховой компании Кафка (Джереми Айронс) ведет тихую, спокойную жизнь. После исчезновения друга он становится членом подпольной организации, ответственной за взрывы по всему городу. Подпольщики ведут борьбу против секретной организации, контролирующей жизнь города. Кафке удаётся проникнуть в логово этой организации.
В сюжете отчетливо видны отсылки к биографии самого Кафки, переплетающиеся с сюжетом романов «Замок» и «Процесс».

## В ролях
- Джереми Айронс — Кафка
- Тереза Расселл — Габриэла
- Джоэл Грей — Бургель
- Иэн Холм — Доктор Мурнау
- Йерун Краббе — Биззлебек
- Армин Мюллер-Шталь — Грубах
- Алек Гиннесс — начальник
- Йозеф Абргам — друг Кафки

## Восприятие
Выйдя на экраны, фильм получил преимущественно невысокие оценки и провалился в прокате, но в последующие годы обрёл культовый статус.